# 加藤淳造
加藤 淳造（かとう じゅんぞう、1852年（嘉永5年3月） - 1914年（大正3年）10月10日）は、日本の医師。政治家、衆議院議員（1期）。

## 経歴
安房国平郡(のち千葉県安房郡平群村→富山町、現・南房総市)生まれ。海軍軍医寮で学ぶ。千葉県立千葉病院医学校医員となる。千葉県会議員、安房外三郡医師会長を務めた。
1892年の第2回衆議院議員総選挙において千葉8区から弥生倶楽部所属で立候補して当選する。衆議院議員を1期務め、1894年3月の第3回衆議院議員総選挙は不出馬。1914年に死去した。